# عاشیق ویسل
عاشیق ویسل یا ویسل شاطراوغلو (به ترکی: Âşık Veysel) (متولد ۲۵ اکتبر ۱۸۹۴٬، شرکیشلا، استان سیواس - مرگ در۲۱ مارس، ۱۹۷۳) شاعر، نغمه‌سرای ترانه‌های محلی و عاشیقی ترکیه بود.

## زندگی
عاشیق ویسل در سال ۱۸۹۴ میلادی در استان سیواس ترکیه چشم به جهان گشود و در همان جا در سال ۱۹۷۳ میلادی درگذشت وی در سن هفت سالگی به دلیل بیماری آبله چشم سمت چپ خود را از دست داد و بعد از مدتی چشم راستش را نیز از دست داد. وی به وسیله پدر خود با ساز، شعر و راه و روش عاشیقی آشنا شد. 
ویسل در بیست و پنج سالگی با دختری به نام اسماء ازدواج کرد . در نتیجۀ ازدواج، ویسل صاحب دو فرزند شد که هر دو بعد از مدتی درگذشتند. این ازدواج هشت سال به طول انجامید و در نتیجهِ فرار اسماء با کَل-حسین، این ازدواج به پایان رسید. دومین ازدواج ویسل با دختری به نام گلی¬زار، اهل حافیک در استان سیواس بود  که از این ازدواج ویسل صاحب دو پسر و چهار دختر شد.
در 1310 ش/1931 برنامه¬ای با عنوان «جشن اوزانهای سیواس» برگزار کرد که این جشن نقطه عطفی در زندگی ویسل شد. ویسل تا آن موقع از روستای خود خارج نشده بود بعد از این واقعه، به جاهای زیادی در کشورش سفر کرد. عاشق ویسل تا 1310ش./1931در جشنهای برگزار شدۀ اوزانهای سیواس، اشعار شاعران برجسته را با ساز می خواند. او پس از این جشنها، شروع به نوشتن شعر کرد. اولین شعرش با عنوان جمهوریت دَستانی (داستان جمهوریت) را به مناسبت دهمین سالگرد جمهوریت ترکیه سرود. شعر داستان جمهوریت سه روز مداوم در روزنامۀ حاکمیت ملیّه منتشر و سبب شهرت او در بین مردم شد. عاشق ویسل از چنان شخصیت و محبوبیتی برخوردار بود که همۀ مردم آناطولی او را می شناختند. سرانجام  او در 21 مارت 1973/1352ش، در 79 سالگی در اثر بیماری سرطان خون در روستای خودش سیوری¬آلان درگذشت. 
فعالیتهای عاشق ویسل بیشتر جنبه هنری و عملی داشت برای همین آثار کتبی برجای مانده از آن بسیار اندک بوده و شامل مجموعۀ شعرهایش می باشد. از این مجموعه های شعری نزدیک به 20 اثر با عنوانهای متفاوت تاکنون منتشر شده است. که از بین این آثار، تصحیح اوغوزجان با عنوان دوستلار بنی خاطرلاسین  ( دوستان ما را به یاد آورند)، حجیم¬ترین و مهمترین اینهاست. به کارگیری واژه های اصیل ترکی در اشعار بیان احساسات و اندیشه¬ها با زبان عامه پسند، مهارت در نواختن ساز و تصنیف اشعار خود و شاعران مشهور، عاشق ویسل را از شناخته ترین اوزانهای عصرش کرد. او، اخلاق و مفهوم آن، اهمیت و ضرورت کار، وقایع مهم آن دوره، عشق به خلق و وطن، اتحاد و یکپارچه بودن ملتش را با اشعارش می سراید. 

## شعر
| در یک راه طولانی و تنگ هستم |  |  |
| می‌روم روز و شب              |  |  |
| نمی‌دانم در چه حالی هستم     |  |  |
| می‌روم روز و شب              |  |  |
| زمانی که به دنیا آمدم       |  |  |
| به راه افتادم آن زمان       |  |  |
| در یک سرای دو در            |  |  |
| میروم روز و شب              |  |  |
|                             |  |  |

| Uzun ince bir yoldayım |
| Gidiyorum gündüz gece  |
| Bilmiyorum ne haldayım |
| Gidiyorum gündüz gece  |
| Dünyaya geldiğim anda  |
| Yürüdüm aynı zamanda   |
| İki kapılı bir handa   |
| Gidiyorum gündüz gece  |